# 中国铁路总公司 (清朝)
中国铁路总公司（Imperial Chinese Railways，缩写为I.C.R.），是1896年由清政府在上海主办的国有铁路公司。

## 历史
1886年，开平铁路公司成立，伍廷芳、吴炽昌主持，首先从开平煤矿收购唐胥铁路，独立经营铁路业务。然后开始展筑铁路。光绪十三年（1887年）二月，醇亲王奕譞奏准把唐胥铁路向东再延伸至山海关，向西延伸至天津和北京。开平运煤铁路公司改名为中国铁路公司，仍由伍廷芳、吴炽昌主持，金达为技师。
1887年，唐胥铁路展筑至芦台，改称唐芦铁路。1888年8月通车至天津，改称唐津铁路，李鸿章主持通车仪式。向东展筑陆续形成唐古（冶）铁路、唐滦（滦县）铁路，至1893年通车至山海关，全线改称津榆铁路。
甲午战败后，清政府“力行新政”的六大措施，决定修建卢汉铁路，「中國鐵路公司」改組為鐵路總公司即为第一项。李鸿章称“中国今欲整顿一切新政，惟铁路为第一枢纽”。张之洞疾呼：“使铁路早成，何至如此！”
盛宣怀出任铁路总公司总办（即总经理）。清政府批准从国外融资2000万两白银，另从其它对外借款余额中投入1000万两。此外，国内融资1000万两。开办费共4000万两。
1898年，总理各国事务衙门下新成立“矿务铁路总局”，为政府主管机关。1903年，外务部裁撤了矿务铁路总局，其职能划归商部下属的通艺司。
1906年，唐绍仪被委任为全国铁路总公司督办。1906年，成立了邮传部设路政司，并裁撤了“铁路总公司”，唐绍仪改任邮传部左侍郎。
盛宣怀督办铁路总公司筑成铁路2254公里，占清政府政府筹资修铁路的近一半。先后向外商借款共计1.8亿余两。

## 名称
根据传世的铁路总公司当年合同契约原件，正式名称为中国铁路总公司。例如：光绪三十年清政府委派督办铁路大臣盛宣怀、山西巡抚胡聘之奉旨督办铁路总公司修建正定至太原铁路徵地契约一张，加盖“此係中国铁路总公司产业不得租批或转售别人”矩形印章。